# Ситово (Ямбольська область)
Си́тово (болг. Ситово) — село в Ямбольській області Болгарії. Входить до складу общини Болярово.

## Населення
За даними перепису населення 2011 року у селі проживали 72 особи.
Національний склад населення села:
| Національність   | Кількість осіб | Відсоток |
| ---------------- | -------------- | -------- |
| болгари          | 55             | 76,4%    |
| цигани           | 16             | 22,2%    |
| інша             | 0              | 0%       |
| Всього відповіли | 72             |          |

Розподіл населення за віком у 2011 році:
Динаміка населення: